# Подводные лодки типа 209
Подводные лодки типа 209 — тип подводных лодок немецкой постройки, строится на экспорт с 1971 года. Состоит на вооружении флотов 14 стран.

## История проекта
В 1967 году Кильская верфь Kieler Howaldtswerke (впоследствии Howaldtswerke-Deutsche Werft AG) подписала первый контракт на поставку 4 подводных лодок приблизительно в 1000 тонн водоизмещением, для ВМС Греции. К началу 1970-х годов за Грецией последовали многие страны, нуждавшиеся в замене лодок постройки Второй мировой войны. В 1969 году заказ разместила Аргентина, в 1970 году — Перу и Колумбия, в 1971 году — Турция, в 1972 году — Венесуэла.
Предложенный конструкторским бюро Ingenieur Kontor Lübeck проект на основе предыдущего типа 206 получил обозначение нем. Typ 209 и в первую очередь отличался увеличенным в четыре раза водоизмещением. По требованиям заказчиков в него стали вносить изменения, в основном в части размеров и вариантов торпедного вооружения.

## Конструкция
Лодка имеет однокорпусную конструкцию. Прочный корпус толщиной 32 мм из высокопрочной маломагнитной стали HY 80 с пределом текучести 80 psi (56,2 кг/мм²) обеспечивает рабочую глубину 200 м, расчетную 500 м. Прочный корпус цилиндрический в средней части и конический в оконечностях. Разделен водонепроницаемыми переборками на 3 отсека: I — торпедный, жилой и центральный пост, II — вспомогательных механизмов и пост энергетики и живучести (ПЭЖ), III — дизель-генераторов и гребного электродвигателя (ГЭД). Лёгкий корпус уплощенный с бортов в носу и веретенообразный в корме. Надстройка выполнена вгладь с обшивкой корпуса, доведена до 98 шпангоута (примерно 80 % длины лодки).
Все ТА и боезапас размещены в I отсеке (торпедопогрузочный люк отсутствует). Там же находятся каюты экипажа и центральный пост (ЦП). Прочная рубка над ЦП состоит из цилиндрической (нижняя) и конической (верхняя) секций. Не имеет боевых постов, предназначена только для входа/выхода в ЦП. Выдвижные устройства расположены вне прочной рубки. В носовой части, в районе 15-19 шп., находится носовой входной люк. В трюме отсека размещены приводы носовых горизонтальных рулей (НГР), носовая группа аккумуляторной батареи (АБ), балластные и топливные цистерны. У серий 1400, 1500 отсек разделен легкой переборкой на торпедный/жилой и центральный пост.
Во II отсеке, являющимся наименьшим по размерам, находится главный распределительный щит (ГРЩ), раздаточные колонки воздуха высокого давления (ВВД), воздуховод дизелей и вспомогательные механизмы, а также некоторые вспомогательные цистерны.
III отсек содержит 4 дизель-генератора и ГЭД. В кормовой части — привода рулей, главный упорный подшипник и валопровод гребного винта. У носовой переборки отсека находится кормовой входной люк. В трюме размещены кормовая группа АБ, балластные и топливные цистерны. У серий 1400, 1500 отсек разделен легкой переборкой на дизельный и электромоторный.

### Энергетическая установка
Энергетическая установка одновальная, дизель-электрическая, с полным электродвижением.
- Дизель-генераторы MTU 12V 396 SB83 4 × 1250 л. с. / 4 × 900 кВт  — для зарядки аккумуляторных батарей (АБ) в режиме РДП или в надводном положении.
- Аккумуляторные батареи серебряно-цинковые, высокой ёмкости, разделены на две группы по 240 элементов, в I и III отсеках.
- Гребной электродвигатель, работающий от АБ или от дизель-генератора через ГРЩ.

Для снижения шумности все механизмы установлены на изолированные от корпуса демпфирующие опоры и фундаменты.

## Варианты
Лодки типа 209 строятся в 5 сериях, несколько отличающихся размерами и ТТХ. Серии обозначаются по надводному водоизмещению. Например, лодки второй серии обозначаются «тип 209/1200». К 2008 году построено: 8 единиц серии 1100, 26 серии 1200, 8 серии 1300, 15 серии 1400 и 4 серии 1500. Заказы на еще 3 лодки отменены.
|                            | 1100 | 1200 | 1300 | 1400 | 1500 |
| -------------------------- | --- | --- | --- | --- | --- |
| Водоизмещение подводное    | 1207 т | 1285 т | 1390 т | 1586 т | 1810 т |
| Размеры                    | 54,1 × 6,2 × 5,9 м | 55,9 × 6,3 × 5,5 м | 59,5 × 6,2 × 5,5 м | 61,2 × 6,25 × 5,5 м | 64,4 × 6,5 × 6,2 м |
| Диаметр прочного корпуса   | 6,8 м | 6,8 м | 6,8 м | 6,8 м | 6,8 м |
| Силовая установка          | 4 дизель-генератора в составе 4 дизеля MTU 12V 396 SB83 - 4x1250 л.с. и 4 генератора - 4x900 кВт 1 гребной электродвигатель 4000 л.с., 1 гребной вал   | 4 дизель-генератора в составе 4 дизеля MTU 12V 396 SB83 - 4x1250 л.с. и 4 генератора - 4x900 кВт 1 гребной электродвигатель 4000 л.с., 1 гребной вал   | 4 дизель-генератора в составе 4 дизеля MTU 12V 396 SB83 - 4x1250 л.с. и 4 генератора - 4x900 кВт 1 гребной электродвигатель 4000 л.с., 1 гребной вал   | 4 дизель-генератора в составе 4 дизеля MTU 12V 396 SB83 - 4x1250 л.с. и 4 генератора - 4x900 кВт 1 гребной электродвигатель 4000 л.с., 1 гребной вал   | 4 дизель-генератора в составе 4 дизеля MTU 12V 396 SB83 - 4x1250 л.с. и 4 генератора - 4x900 кВт 1 гребной электродвигатель 4000 л.с., 1 гребной вал   |
| Силовая установка          | 3730 кВт (5000 л.с.) | 3730 кВт (5000 л.с.) | 3730 кВт (5000 л.с.) | 3730 кВт (5000 л.с.) | 4550 кВт (6100 л.с.) |
| Силовая установка          | 4 батареи по 120 ячеек | 4 батареи по 120 ячеек | 4 батареи по 120 ячеек | 4 батареи по 120 ячеек | 4 батареи по 132 ячейки |
| Скорость (надводная)       | 11 узлов | 11 узлов | 11 узлов | 11 узлов | 11,5 узлов |
| Скорость (подводная)       | 21,5 узлов | 21,5 узлов | 21,5 узлов | 22 узлов | 22,5 узлов |
| Дальность хода (надводная) | 11 000 миль (20 000 км) при скорости 10 узлов = (18,52 км/ч)                                                                                           | 11 000 миль (20 000 км) при скорости 10 узлов = (18,52 км/ч)                                                                                           | 11 000 миль (20 000 км) при скорости 10 узлов = (18,52 км/ч)                                                                                           | 11 000 миль (20 000 км) при скорости 10 узлов = (18,52 км/ч)                                                                                           | 11 000 миль (20 000 км) при скорости 10 узлов = (18,52 км/ч)                                                                                           |
| Дальность хода (шно́ркель)  | 8000 миль (15 000 км) при скорости 10 узлов = (18,52км/ч)                                                                                              | 8000 миль (15 000 км) при скорости 10 узлов = (18,52км/ч)                                                                                              | 8000 миль (15 000 км) при скорости 10 узлов = (18,52км/ч)                                                                                              | 8000 миль (15 000 км) при скорости 10 узлов = (18,52км/ч)                                                                                              | 8000 миль (15 000 км) при скорости 10 узлов = (18,52км/ч)                                                                                              |
| Дальность хода (подводная) | 400 миль (700 км) при скорости 4 узла (~=7 км/ч) | 400 миль (700 км) при скорости 4 узла (~=7 км/ч) | 400 миль (700 км) при скорости 4 узла (~=7 км/ч) | 400 миль (700 км) при скорости 4 узла (~=7 км/ч) | 400 миль (700 км) при скорости 4 узла (~=7 км/ч) |
| Автономность плавания      | 50 дней | 50 дней | 50 дней | 50 дней | 50 дней |
| Глубина погружения         | 200 м — рабочая, 280 м — предельная (по другим данным 300 м — рабочая, 500 м — предельная)                                                             | 200 м — рабочая, 280 м — предельная (по другим данным 300 м — рабочая, 500 м — предельная)                                                             | 200 м — рабочая, 280 м — предельная (по другим данным 300 м — рабочая, 500 м — предельная)                                                             | 200 м — рабочая, 280 м — предельная (по другим данным 300 м — рабочая, 500 м — предельная)                                                             | 200 м — рабочая, 280 м — предельная (по другим данным 300 м — рабочая, 500 м — предельная)                                                             |
| Вооружение                 | 8 носовых торпедных аппаратов калибра 533 мм: - 14 торпед - возможна установка противокорабельных ракет «Sub Harpoon» - возможна установка морских мин | 8 носовых торпедных аппаратов калибра 533 мм: - 14 торпед - возможна установка противокорабельных ракет «Sub Harpoon» - возможна установка морских мин | 8 носовых торпедных аппаратов калибра 533 мм: - 14 торпед - возможна установка противокорабельных ракет «Sub Harpoon» - возможна установка морских мин | 8 носовых торпедных аппаратов калибра 533 мм: - 14 торпед - возможна установка противокорабельных ракет «Sub Harpoon» - возможна установка морских мин | 8 носовых торпедных аппаратов калибра 533 мм: - 14 торпед - возможна установка противокорабельных ракет «Sub Harpoon» - возможна установка морских мин |
| Экипаж                     | 31 | 33 | 33 | 30 | 36 |

## Представители
| Страна      | Локальный тип          | Подтип      | Название (Бортовой номер)       | Вступление в строй | Примечание |
| ----------- | ---------------------- | ----------- | ------------------------------- | ------------------ | --- |
| Аргентина   | Salta                  | 1100        | ARA Salta (S-31)                | 1974               | прошла модернизацию в 1988-1995 и 2004-2005 |
|             |                        |             | ARA San Luis (S-32)             | 1974               | не окончена ремонтом; списана 23 апреля 1997 |
| Бразилия    | Tupi                   | 1400        | Tupi (S-30)                     | 1989               | |
|             |                        |             | Tamoio (S-31)                   | 1994               | |
|             |                        |             | Timbira (S-32)                  | 1996               | |
|             |                        |             | Tapajó (S-33)                   | 1999               | |
|             | Tikuna                 | 1400 (мод.) | Tikuna (S-34)                   | 2005               | Tikuna (S-34) - модификация типа 209/1400. Вторая аналогичная лодка типа 209/1400, Tapuia (S-35) отменена. Все лодки типа 209 планируется снабдить новой БИУС, способной применять торпеды Mk.48 |
| Чили        | Thomson                | 1400L       | SS Simpson (SS-21)              | 1984               | планировалась к модернизации на верфи ASMAR, Чили. После цунами в Талькауано статус неизвестен                                                                                                   |
|             |                        |             | SS Thompson (SS-20)             | 1984               | прошла ремонт и модернизацию в начале 2009, включая совмещение БИУС SUBTICS и торпеды BlackShark                                                                                                 |
| Колумбия    | Pijao                  | 1200        | Pijao (S-28)                    | 1975               | Обе лодки планировались к модернизации в 2009-2011 г на государственной верфи COTECMAR, при технической помощи HDW                                                                               |
|             |                        |             | Tayrona (S-29)                  | 1975               | Обе лодки планировались к модернизации в 2009-2011 г на государственной верфи COTECMAR, при технической помощи HDW                                                                               |
| Эквадор     | Shyri                  | 1300        | Shyri (S101)                    | 1977               | в обширном ремонте на верфи ASMAR, Чили; получила небольшие повреждения от цунами в Талькуано. Статус неизвестен. Модернизирована в 2008-201? годах.                                             |
|             |                        |             | Huancavilca (S102)              | 1978               | Модернизирована в 2011-2014 годах. |
| Египет      | Type-209/1400mod class | 1400 (мод.) | 861 (S41)                       | 2016               | |
|             |                        |             | 864 (S42)                       | 2017               | |
|             |                        |             | 867 (S43)                       | 2020               | |
|             |                        |             | (S44)                           |                    | Строится |
| Греция      | Glavkos                | 1100        | Glavkos (S-110)                 | 1971               | Списана 9 июня 2011 |
|             |                        |             | Nireus (S-111)                  | 1972               | тип Glavkos прошел ремонт по программе Neptune I в 1993-2000 |
|             |                        |             | Triton (S-112)                  | 1972               | тип Glavkos прошел ремонт по программе Neptune I в 1993-2000 |
|             |                        |             | Proteus (S-113)                 | 1972               | тип Glavkos прошел ремонт по программе Neptune I в 1993-2000 |
|             | Poseidon               | 1200        | Poseidon (S-116)                | 1979               | программа модернизации Neptune II для лодок типа Poseidon отменена. Okeanos (S118) прошел модернизацию по Neptune II до её отмены                                                                |
|             |                        |             | Amfitriti (S-117)               | 1979               | программа модернизации Neptune II для лодок типа Poseidon отменена. Okeanos (S118) прошел модернизацию по Neptune II до её отмены                                                                |
|             |                        | 1200AIP     | Okeanos (S118)                  | 1979               | программа модернизации Neptune II для лодок типа Poseidon отменена. Okeanos (S118) прошел модернизацию по Neptune II до её отмены                                                                |
|             |                        |             | Pontos (S-119)                  | 1979               | программа модернизации Neptune II для лодок типа Poseidon отменена. Okeanos (S118) прошел модернизацию по Neptune II до её отмены                                                                |
| Индия       | Shishumar (тип 209)    | 1500        | Shishumar (S44)                 | 1986               | После нескольких ревизий, опция на постройку еще двух единиц в Индии не использована. Оборудованы встроенной спасательной камерой. Прошли средний ремонт в 1999-2005                             |
|             |                        |             | Shankush (S45)                  | 1986               | После нескольких ревизий, опция на постройку еще двух единиц в Индии не использована. Оборудованы встроенной спасательной камерой. Прошли средний ремонт в 1999-2005                             |
|             |                        |             | Shalki (S46)                    | 1992               | После нескольких ревизий, опция на постройку еще двух единиц в Индии не использована. Оборудованы встроенной спасательной камерой. Прошли средний ремонт в 1999-2005                             |
|             |                        |             | Shankul (S47)                   | 1994               | После нескольких ревизий, опция на постройку еще двух единиц в Индии не использована. Оборудованы встроенной спасательной камерой. Прошли средний ремонт в 1999-2005                             |
| Индонезия   | Cakra                  | 1300        | Cakra (401)                     | 1981               | Прошла ремонт на Daewoo Shipbuilding & Marine Engineering, Южная Корея, в 2004−2006. |
|             |                        |             | Naggala (402)                   | 1981               | Контракт на ремонт выдан Daewoo в 2009. Предполагаемая дата окончания — июнь 2011 Затонула в апреле 2021 года.                                                                                   |
|             | Nagapasa               | 1400        | Nagapasa (403)                  | 2016               | |
|             |                        |             | Ardadedali (404)                | 2017               | |
|             |                        |             | Alugoro (405)                   | 2019               | |
| Южная Корея | Chang Bogo             | 1200        | Chang Bogo (SS-061)             | 1993               | |
|             |                        |             | Lee Chun (SS-062)               | 1994               | |
|             |                        |             | Choi Museon (SS-063)            | 1996               | |
|             |                        |             | Park Wi (SS-065)                | 1996               | |
|             |                        |             | Lee Jongmu (SS-066)             | 1996               | |
|             |                        |             | Jeong Un (SS-067)               | 1998               | |
|             |                        |             | Lee Sunsin (SS-068)             | 2000               | |
|             |                        |             | Na Daeyong (SS-069)             | 2000               | |
|             |                        |             | Lee Eokgi (SS-071)              | 2001               | |
| Перу        | Islay                  | 1100        | Islay (SS-35)                   | 1975               | Обе лодки 209/1100 (типа Islay) прошли модернизацию на месте в 2008 |
|             |                        |             | Arica (SS-36)                   | 1975               | Обе лодки 209/1100 (типа Islay) прошли модернизацию на месте в 2008 |
|             | Angamos                | 1200        | Angamos (SS-31), бывший Casma   | 1980               | Рассматривается ремонт лодок 209/1200 (типа Angamos) |
|             |                        |             | Antofagasta (SS-32)             | 1980               | Рассматривается ремонт лодок 209/1200 (типа Angamos) |
|             |                        |             | Pisagua (SS-33), бывший Blume   | 1982               | Рассматривается ремонт лодок 209/1200 (типа Angamos) |
|             |                        |             | Chipana (SS-34), бывшая Pisagua | 1983               | Рассматривается ремонт лодок 209/1200 (типа Angamos) |
| ЮАР         | Heroine                | 1400 (мод.) | Manthatisi (S101)               | 2005               | Вступили в строй в 2006 - 2008. Заменили лодки типа «Daphné» |
|             |                        |             | Charlotte Maxeke (S102)         | 2007               | Вступили в строй в 2006 - 2008. Заменили лодки типа «Daphné» |
|             |                        |             | Queen Modjadji (S103)           | 2008               | Вступили в строй в 2006 - 2008. Заменили лодки типа «Daphné» |
| Турция      | Atilay                 | 1200        | Atilay (S-347)                  | 1976               | Списана 30 ноября 2016 |
|             |                        |             | Saldiray (S-348)                | 1977               | Списана в 2014 |
|             |                        |             | Batiray (S-349)                 | 1978               | |
|             |                        |             | Yildiray (S-350)                | 1981               | |
|             |                        |             | Doganay (S-351)                 | 1984               | |
|             |                        |             | Dolunay (S-352)                 | 1989               | |
|             | Preveze                | T1.1400     | Preveze (S-353)                 | 1994               | Начиная с 2015 часть будет заменена лодками типа 214. |
|             |                        |             | Sakarya (S-354)                 | 1995               | Начиная с 2015 часть будет заменена лодками типа 214. |
|             |                        |             | 18 Mart (S-355)                 | 1998               | Начиная с 2015 часть будет заменена лодками типа 214. |
|             |                        |             | Anafartalar (S-356)             | 1999               | Начиная с 2015 часть будет заменена лодками типа 214. |
|             | Gur                    | T2.1400     | Gür (S-357)                     | 2003               | |
|             |                        |             | Canakkale (S-358)               | 2005               | |
|             |                        |             | Burakreis (S-359)               | 2006               | |
|             |                        |             | Birinci Inönü (S-360)           | 2007               | |
| Венесуэла   | Sabalo                 | 1300        | Sabalo (S-31)                   | 1976               | |
|             |                        |             | Caribe (S-32)                   | 1977               | |

## Оценка проекта
По данным западных источников, лодка типа 209 во второй половине XX века была практически идеальна для прибрежных действий позиционным способом. Малая шумность и скромные размеры делают её крайне трудной для обнаружения на мелководье. Так, во время Англо-аргентинского конфликта, аргентинская San Luis полностью избежала обнаружения. Вооружение позволяет вести борьбу как с надводными кораблями, так и с подводными лодками. 
С конца 1960-х годов тип 209 был самым успешным экспортным типом подводных лодок в мире. Он же послужил основой для лодок типа: 214 (также известен как «тип 209PN»). Покупателей привлекает сочетание высоких ТТХ (малошумность, хорошее вооружение) и невысокой цены (один из контрактов 2006 г на три единицы называет цены менее $300 млн за лодку). Израиль заказал собственные лодки типа «Дольфин», взяв 209 за прототип, с обширными модификациями и расширенными возможностями. Еще одним признаком успеха является строительство по лицензии в других странах (Южная Корея). Всего уже построена 61 субмарина, таким образом, заложенная типом 209 тенденция имеет хорошие шансы на продолжение.